# Julianne Moore
Julianne Moore (født Julie Anne Smith 3. december 1960 i Fayetteville (North Carolina), USA) er en amerikansk skuespiller. I 2003 blev hun nomineret til to Oscars for bedste kvindelige hovedrolle for rollen i filmen Far from Heaven og for bedste kvindelige birolle for The Hours. For rollen som Dr. Alice Howland i Jeg er stadig Alice, vandt Moore Oscaren for bedste kvindelige hovedrolle i 2015.

## Udvalgte film
- Flygtningen (1993)
- Short Cuts (1993)
- Vanya på 42. gade (1994)
- Ni måneder (1995)
- The Lost World: Jurassic Park (1997)
- Boogie Nights (1997)
- The Big Lebowski (1998)
- Magnolia (1999)
- Hannibal (2001)
- Far from Heaven (2002)
- The Hours (2002)
- Children of Men (2006)
- Next (2007)
- A Single Man (2009)
- The Kids are all right (2010)
- Jeg er stadig Alice (2014)
- The Hunger Games: Mockingjay - Del 1 (2014)
- Seventh Son (2014)
- Freeheld (2015)
- The Hunger Games: Mockingjay - Del 2 (2015)
- Maggie's Plan